# 諸葛京
诸葛京（245年後—269年後），字行宗，一作仲宗，琅邪郡阳都县（今山东省临沂市沂南县）人，诸葛亮之孙，诸葛瞻次子，诸葛尚的弟弟。

## 生平
咸熙元年（264年），诸葛京与堂侄诸葛显等迁徙至河东郡，朝廷免掉他们二十年的田租。泰始四年三月（268年），罗宪跟随晋武帝司马炎在华林园参与宴会，晋武帝询问蜀汉大臣的子弟，又问起其中适合任用者，罗宪推荐了常忌、杜轸、壽良、陈寿、高轨、呂雅、许国、费恭、诸葛京、陈裕。泰始五年（269）春，晋武帝司马炎下诏：“诸葛亮在蜀中，竭尽心思和能力，他的儿子诸葛瞻面临危难恪守大义而死，天下的善事是相同的。诸葛亮的孙子诸葛京应该按照才干授予官职。”
诸葛京按照才干被任命为官吏后官至郿县县令，西晋尚书仆射山涛上书说：“郿县县令诸葛京的祖父诸葛亮，遇到汉朝大乱，天下分隔，诸葛亮父子在蜀汉，虽然不明白天命，却也是凡事尽心。诸葛京治理郿县多次受到称赞，臣认为他应该补官为东宫舍人，以彰显对待官员的道理，又可以响应梁州、益州两地的民声。”后来诸葛京官至江州刺史。

## 爭議
浙江兰溪诸葛八卦村的居民，自称是諸葛京的后人。山东临沂银雀山汉墓竹简博物馆研究员杨玲认为，兰溪《诸葛氏宗谱》中陈果夫序言所记载诸葛爽为诸葛京后裔不知依据从何而来，从264年诸葛京等人迁徙河东至884年诸葛爽参与镇压黄巢起义失败长达600多年，一百多年传一代，无法解释；陈果夫序言又记载“自诸葛亮治蜀至诸葛利迁，凡700年，传15代”，杨玲认为平均47年传一代，晚婚或繁衍都有太慢之疑；诸葛爽是青州博昌人，似乎与琅邪诸葛氏不沾边，更无法证明是诸葛亮的后裔。这样的记载，无法做到陈果夫所说的“证之正史、别史及地方志”，以诸葛亮为始祖之谱牒的可信度都可大打折扣。